# Synval Siqueira
Synval Siqueira foi um político brasileiro do estado de Minas Gerais. Foi deputado estadual em Minas Gerais, pelo PTB, por dois mandatos consecutivos, no período 1951 a 1959. Na legislatura seguinte ficou como suplente e atuou como deputado durante grande parte do pleito

.